# Tephrochlamys ezoensis
Tephrochlamys ezoensis är en tvåvingeart som beskrevs av Okadome 1997. Tephrochlamys ezoensis ingår i släktet Tephrochlamys och familjen myllflugor. Inga underarter finns listade i Catalogue of Life.